# Pseudometachilo subfaunellus
Pseudometachilo subfaunellus is een vlinder uit de familie van de grasmotten (Crambidae). De wetenschappelijke naam van de soort werd voor het eerst geldig gepubliceerd in 1967 door Stanisław Błeszyński.